# Can Quana
Can Quana és una casa de la Roca del Vallès (Vallès Oriental) protegida com a Bé Cultural d'Interès Local.

## Descripció
Edifici de planta rectangular de tres plantes amb golfes i torreta central. La coberta és a quatre aigües. Als dos laterals s'hi van afegir dos cossos de dues plantes amb galeria porticada al pis. Tant al davant com pel darrere havia estat urbanitzat amb jardins actualment molt abandonats. La façana manté una simetria total. Els murs són fets amb fàbrica de pedra de paredar verdugada. Les obertures de la planta baixa són emmarcades amb pedra calcària i les de les plantes pisos amb maó. Totes són amb arc rebaixat el qual és extradossat amb un trencaaigües.
Sobre la porta principal hi ha la data de 1885 que és la data de finalització de l'obra.